# Равье, Жан-Батист Амбруаз
Жан-Батист Амбруаз Равье (фр. Jean-Baptiste Ambroise Ravier; 1766–1828) — французский военный деятель, бригадный генерал (1809 год), барон (1808 год), участник революционных и наполеоновских войн.

## Биография
Родился в семье генерального инспектора лесов Огюстена Равье (фр. Augustin Ravier; 1744–1811) и его супруги Анны Марии Бёрнье (фр. Anne Marie Beurnier; 1745–1810).
Жан-Батист начал военную службу 9 августа 1792 года, и сразу был избран сослуживцами капитаном 7-го батальона волонтёров департамента Ду. В ходе амальгамы в 1794 году 7-й батальон влился в состав 112-й пехотной полубригады, которая 9 марта 1796 года была переименована в 88-ю полубригаду линейной пехоты. Сражался в рядах Рейнской, Самбро-Маасской и Итальянской армий.
В 1798 году определён с 88-й полубригадой в состав Восточной армии генерала Бонапарта и принял участие в Египетской экспедиции. Сражался при Пирамидах. 17 августа 1798 года был произведён в командиры батальона 88-й. 21 марта 1801 года был ранен в сражении при Александрии. 27 апреля 1801 года получил звание командира бригады (полковник), и возглавил 18-ю полубригаду линейной пехоты, которая считалась одной из лучших и любимых полубригад Бонапарта, и получившая от него прозвище «Храбрая 18-я» (фр. Brave 18e). После возвращения во Францию был утверждён в должности Первым консулом и служил в гарнизоне Парижа. 29 августа 1803 года его полубригада стала частью дивизии Дюпона в лагере Компьень. 24 сентября 1803 года Наполеон провёл реформу армии, и вернул звание полковника. 18-я полубригада стала полком. Состоял членом Военной комиссии, которая 20 марта 1804 года под председательством генерала Юлена приговорила к смертной казни герцога Энгиенского. Также в марте 18-й полк был выведен из состава дивизии Дюпона. 
Осенью 1805 года 18-й полк присоединился к 3-й пехотной дивизии Леграна 4-го армейского корпуса маршала Сульта Великой Армии. Принимал активное участие в кмампаниях Наполеона 1805-07 и 1809 годов. Отличился при Аустерлице, Йене, Эйлау и Гейльсберге. 21 мая 1809 года был ранен в сражении при Эсслинге.
30 мая 1809 года был произведён Императором в звание бригадного генерала и передал командование 18-м полком полковнику Пельпору. С 22 августа 1809 года занимал пост коменданта департамента Верхний Рейн. 27 октября 1810 года в Кольмаре женился на Онезиме Кантен (фр. Marie Onésime Magloire Quantin; 1781–), от которой имел дочь Аделаиду (фр. Adelaide Elisabeth Caroline Ravier).
7 мая 1812 года возглавил 2-ю бригаду 1-й резервной дивизии генерала Лагранжа, переименованной 4 июля 1812 года в 29-ю пехотную дивизию 11-го армейского корпуса маршала Ожеро. Участия в Русской кампании 1812 года не принимал. 13 ноября 1812 года вошёл в состав комиссии, расследующей причины капитуляции бригады генерала Ожеро при Ляхове. В 1813 году командовал обороной Домбе под Штеттином от прусских войск генерал-майора фон Плёца и 5 декабря 1813 года попал в плен при капитуляции крепости.
В июне 1814 года возвратился во Францию и с 24 декабря оставался без служебного назначения. Во время «Ста дней» присоединился к Императору и 23 апреля 1815 года возглавил 25-ю пехотную дивизию 9-го Варского наблюдательного корпуса маршала Брюна. После второй Реставрации окончательно вышел в отставку.
Умер 19 ноября 1828 года в Безансоне в возрасте 61 года.

## Воинские звания
- Капитан (9 августа 1792 года);
- Командир батальона (17 августа 1798 года);
- Полковник (27 апреля 1801 года, утверждён в чине 1 марта 1802 года);
- Бригадный генерал (30 мая 1809 года).

## Титулы
- Барон Равье и Империи (фр. baron Ravier et de l'Empire; декрет от 19 марта 1808 года, патент подтверждён 2 августа 1808 года в Бордо)[2][3].

## Награды
Легионер ордена Почётного легиона (11 декабря 1803 года)
 Офицер ордена Почётного легиона (14 июня 1804 года)
 Коммандан ордена Почётного легиона (25 декабря 1805 года)